# Ługi-Radły (gmina)
Ługi-Radły – dawna gmina wiejska istniejąca w latach 1952–1954 w woj. katowickim/stalinogrodzkim (dzisiejsze woj. śląskie). Siedzibą władz gminy były Ługi-Radły.
Gmina została utworzona w dniu 1 lipca 1952 roku w nowo utworzonym powiecie kłobuckim w woj. katowickim (od 9 marca 1953 pod nazwą woj. stalinogrodzkie) z części gminy Przystajń. W dniu powołania gmina składała się z 9 gromad: Bór Zajaciński, Dąbrowa, Górki, Kamińsko, Ługi-Radły, Siekierowizna, Stany, Wilcza Góra i Wrzosy. 21 września 1953 roku z gminy Ługi-Radły gromady Górki i Stany, włączając je z powrotem do gminy Przystajń.
Gmina została zniesiona 29 września 1954 roku wraz z reformą wprowadzającą gromady w miejsce gmin. Jednostki nie przywrócono 1 stycznia 1973 roku po reaktywowaniu gmin.